# پونتیپول
پونتیپول (به انگلیسی: Pontypool) یک شهرک در ولز است که در تورواین واقع شده‌است. پونتیپول ۳۵٬۴۴۷ نفر جمعیت دارد.

## خواهرخوانده
شهرهای Condeixa-a-Nova Municipality، برتن و لونژومو خواهرخوانده‌های پونتیپول هستند.